# Auguste de Ségur-Cabanac
Pour les articles homonymes, voir Ségur (homonymie) et Cabanac (homonymie).
Le comte Auguste de Ségur-Cabanac, né le 12 janvier 1771 au château des Leschères et mort le 7 décembre 1847 à Vienne, est un général au service de l'Autriche.

## Biographie
Auguste de Ségur-Cabanac est le fils du comte Nicolas de Ségur Cabanac, seigneur de Leschères et d'Armancourt, capitaine aux grenadiers du roi, et de Louise d'Allonville d'Oysonville (sœur d'Armand Jean d'Allonville et d'Antoine Charles Augustin d'Allonville), et le cousin germain de Joseph-Marie de Ségur-Cabanac.
Il est élève à l'École militaire de Brienne, où il est le condisciple de Napoléon Bonaparte.
Durant la Révolution, il émigre, passe par la Prusse et la Belgique et se fixe à Pulitz, passant au service de l'Autriche. Blessé près de Neresheim en 1796 et près de Taufers en 1799, il est promu capitaine en 1801 et devient adjudant du prince Charles-Joseph de Ligne l'année suivante. Il prend part à la bataille de Wagram en 1809, reçoit la croix de chevalier de l'ordre impérial de Léopold et le statut royal du royaume de Bohême en 1811.
En 1816, il est nommé chambellan du prince héritier Ferdinand, dont il devient l'un des plus proches confidents. Il est promu commandeur de l'Ordre de Léopold.
August von Segur-Cabanac est promu generalmajor.
Son arrière-petit-fils, Viktor von Ségur-Cabanac, publiera en 1910 le Journal du comte Auguste François Marcel de Ségur-Cabanac: préfet de la chambre de Sa Majesté l'empereur Ferdinand I, chambellan, conseiller intime, général-major.

## Sources
- "Ségur-Cabanac, August Franz Marzellus", in Österreichisches Biographisches Lexikon 1815–1950
- Victor de Segur-Cabanac, Histoire de la maison de Ségur dès son origine 876, Karafiat, 1908